# René Osterwalder
René Osterwalder (* 1954 in Stettfurt; † 16. April 2025) war ein Schweizer Sexualstraftäter.
Osterwalder war in den 1990er Jahren ein erfolgreicher Informatikunternehmer in Dübendorf. In einer Zweitwohnung in Amsterdam missbrauchte er zwei Kleinkinder, die ein bzw. zwei Jahre alt waren, sexuell und quälte sie grausam. Nur durch Zufall entgingen sie dem Tod. Unter anderem drückte Osterwalder die Kinder unter Wasser und versetzte ihnen Elektroschocks, bis sie nicht mehr reagierten. Seine Videoaufnahmen dieser Taten dienten später als Beweismittel gegen ihn.
1994 wurde Osterwalder von den niederländischen Behörden wegen des illegalen Besitzes von Waffen verhaftet und in die Schweiz ausgeliefert. Der Fall erregte in der Schweizer Öffentlichkeit grosses Aufsehen. Nach einem Prozess unter Ausschluss der Öffentlichkeit verurteilte das Geschworenengericht des Kantons Zürich Osterwalder am 19. Mai 1998 unter anderem wegen mehrfachen versuchten Mordes, mehrfacher schwerer Körperverletzung, mehrfacher sexuellen Handlungen mit Kindern und mehrfacher Schändung zu siebzehn Jahren Zuchthaus und ordnete seine Verwahrung an.
Osterwalder wurde seither in der Zürcher Justizvollzugsanstalt Pöschwies verwahrt. Auch im Gefängnis sorgte er für Schlagzeilen, etwa mit einem Hungerstreik 2013. Seine Anträge auf Aufhebung der Verwahrung und bedingte Entlassung wurden von den Gerichten abgelehnt, zuletzt 2017. Im April 2025 nahm er sich mit Hilfe einer Sterbehilfeorganisation ausserhalb der Justizvollzugsanstalt das Leben.
In den Schweizer Medien wird Osterwalder oft auch als Babyquäler bezeichnet.